# عصر الحب (مسلسل)
عصر الحب مسلسل من إنتاج عام 1983 من رواية الأديب العالمي الراحل نجيب محفوظ.

## ملخص القصة
تبدأ أحداث هذا الفيلم عن بدرية التي يتنافس الصديقان حمدى الممثل بأحد مسارح روض الفرج وعزت التاجر على الفوز بقلبها. فيتزوجها حمدى ويعملان معا في مسرحية سياسية. يطارد البوليس حمدى فيلجأ لصديقه حسينويتصادف وجود زوجته بدرية بشقة حسين الذي حاول اغتصابها. فيظن حمدى أنها تخونة. يقتل حسين ويحكم عليه بالسجن المؤبد. يعرف من أحد زملائه المعتقلين أن عزت وشى به. يفرج عنه ويعبر لبدرية عن أسفه وندمه لسلوكه معها. يصل عزت ويشتبكان معا وعندما يتمكن عزت من التغلب على حمدى تسارع بدرية بقتله فتسجن هي الأخرى. تمر السنوات ويتلقيان ولا يتعرف أحدهما على الآخر، بعد أن فقد حمدى بصره وضعف نظر بدرية.

## الأبطال
- سميحة أيوب في دور (السّت عين - أم عزت)
- صلاح السعدنيفي دور (حمدون)
- رغدة في دور (بدريّة)
- صلاح قابيلفي دور أصيلة (يوسف راضي)
- محمد وفيق في دور (عزت)
- عبدالحفيظ التطاوي في دور (المناويشي - أبو بدريّة)

### فريق العمل
- قصة: نجيب محفوظ
- سيناريو وحوار: عصام الجمبلاطي
- إخراج: يوسف مرزوق